# Palazzo della Camera di commercio (Ferrara)
Palazzo della Camera di commercio è un edificio monumentale che si trova a Ferrara in largo Castello, di fronte al Castello Estense e di fianco al palazzo della Borsa, all'inizio di corso Ercole I d'Este. Il prospetto a est, su via Borgoleoni, è di fronte al palazzo delle Assicurazioni Generali.

## Storia
L'edificio venne edificato nel primo dopoguerra del XX secolo nel centro di Ferrara su disegno di Sesto Boari, fratello di Adamo Boari, che in città aveva già progettato il Teatro Nuovo, considerato tra i più importanti architetti del Novecento a Ferrara.
L'area scelta per la costruzione fu quella dove verso la fine del XIX secolo stavano modeste costruzioni, tra le quali un piccolo edificio all'angolo con Corso Ercole I d'Este dove fu attiva una tipografia. In seguito divenne un luogo di ritrovo, l'Eden e pochi anni dopo la prima sala cinematografica ferrarese, il cinema Edison. Il cantiere venne aperto negli anni venti, a partire dal 1926 e fu chiuso nel 1929.
Occorre aggiungere che l'area, chiamata Salita al Castello, fu a lungo oggetto di progetti e polemiche perché interessata da molteplici piani urbanistici di riqualificazione.
Dopo che i lavori furono ultimati fu necessario attendere il 1930 perché vi venissero trasferiti gli uffici della Camera di commercio.
Un importante lavoro di ristrutturazione interessò l'interno del palazzo nel periodo compreso tra il 1959 e il 1964, su progetto di Ico Parisi. Negli stessi anni fu sostituito il precedente portone con quello recente in bronzo, opera di Romano Rui, caratterizzato da una traforatura di ispirazione moderna.

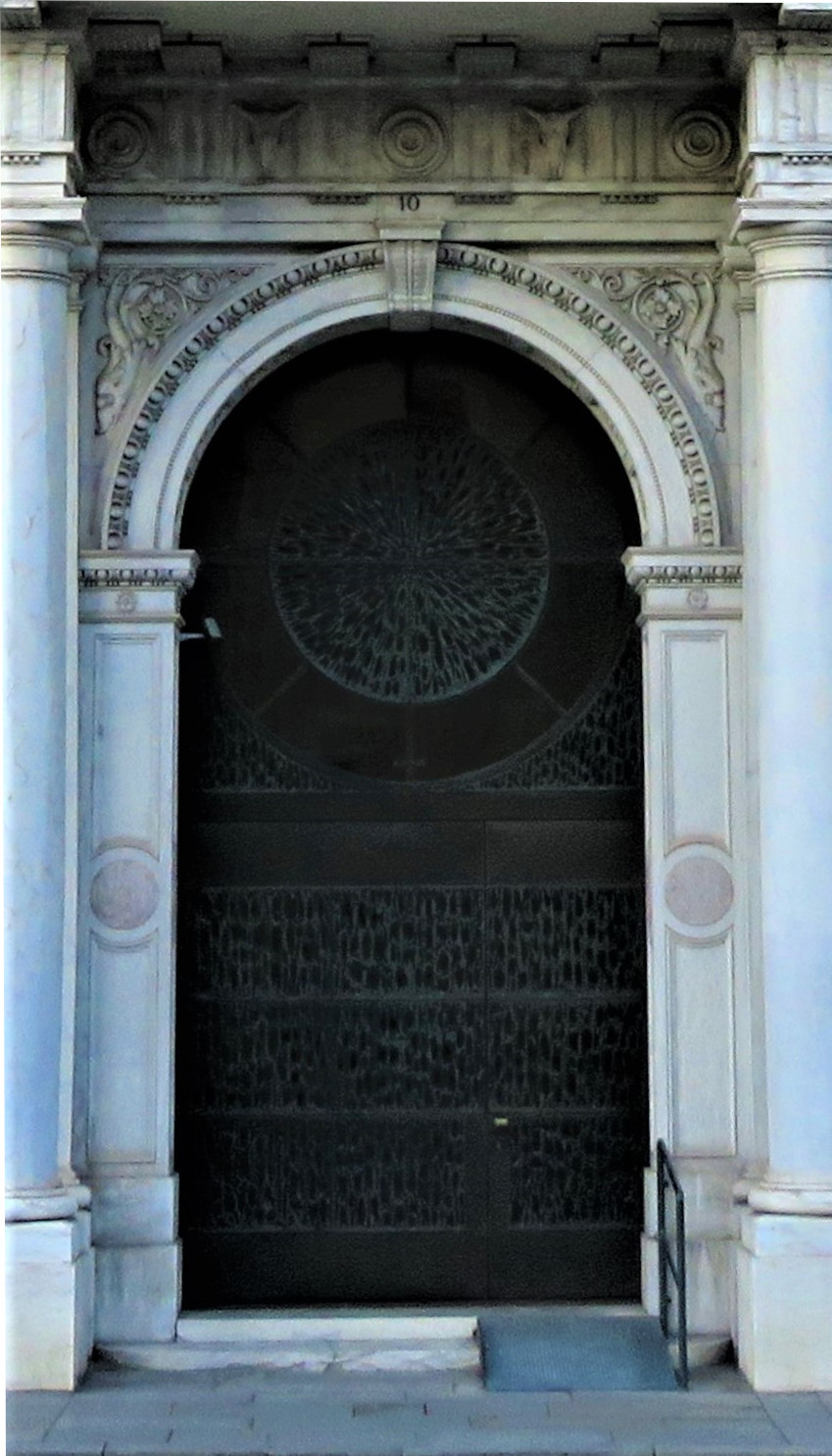
Portone in bronzo, opera di Romano Rui.

## Descrizione
La facciata è imponente, neoclassica, con grande utilizzo del marmo. Si presenta suddivisa stilisticamente su due piani ed è simmetrica nella sua disposizione orizzontale, con due parti laterali ognuna caratterizzata da quattro aperture verticalmente sovrapposte ed allineate (a partire dalle grandi porte sul pianterreno sino ad arrivare alle piccole finestre rettangolari del sottotetto) con al centro e un po' sporgente il blocco costituito dal portale di accesso principale e dalle grandi finestre balconate del primo piano.
In alto, al centro, tra lesene in stile finto corinzio, la scritta CAMERA DI COMMERCIO e di lato A.D. 1928, con riferimento all'anno della sua costruzione, anche se venne ultimato solo un anno più tardi. Subito sotto, a completare l'arco a tutto sesto della grande porta-finestra centrale, i due bassorilievi allegorici del fiume Po e del fiume Reno, opere del 1927 di Enzo Nenci, autore anche del coevo Stemma della Provincia di Ferrara, anch'esso sulla facciata. I due fiumi delimitano il territorio interessato dall'attività della Camera di commercio estense.